# 歐扎克鎮區 (密蘇里州德克薩斯縣)
歐扎克鎮區（英語：Ozark Township）是位於美國密蘇里州德克薩斯縣的一個行政鎮區。

## 地方資料
歐扎克鎮區的面積為152.12平方千米，皆為陸地。根據2020年美國人口普查的數據，當地共有人口419人，而人口密度為每平方千米2.75人。